# Sörtefogúfélék

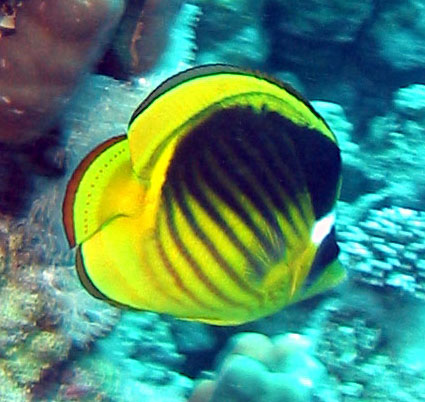
Sávos pillangóhal (Chaetodon fasciatus)

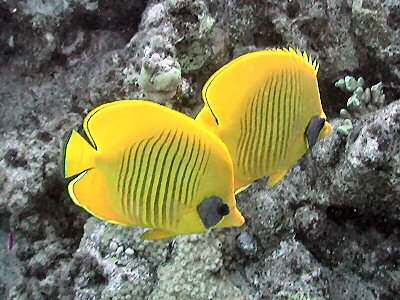
Sárga pillangóhal (Chaetodon semilarvatus)

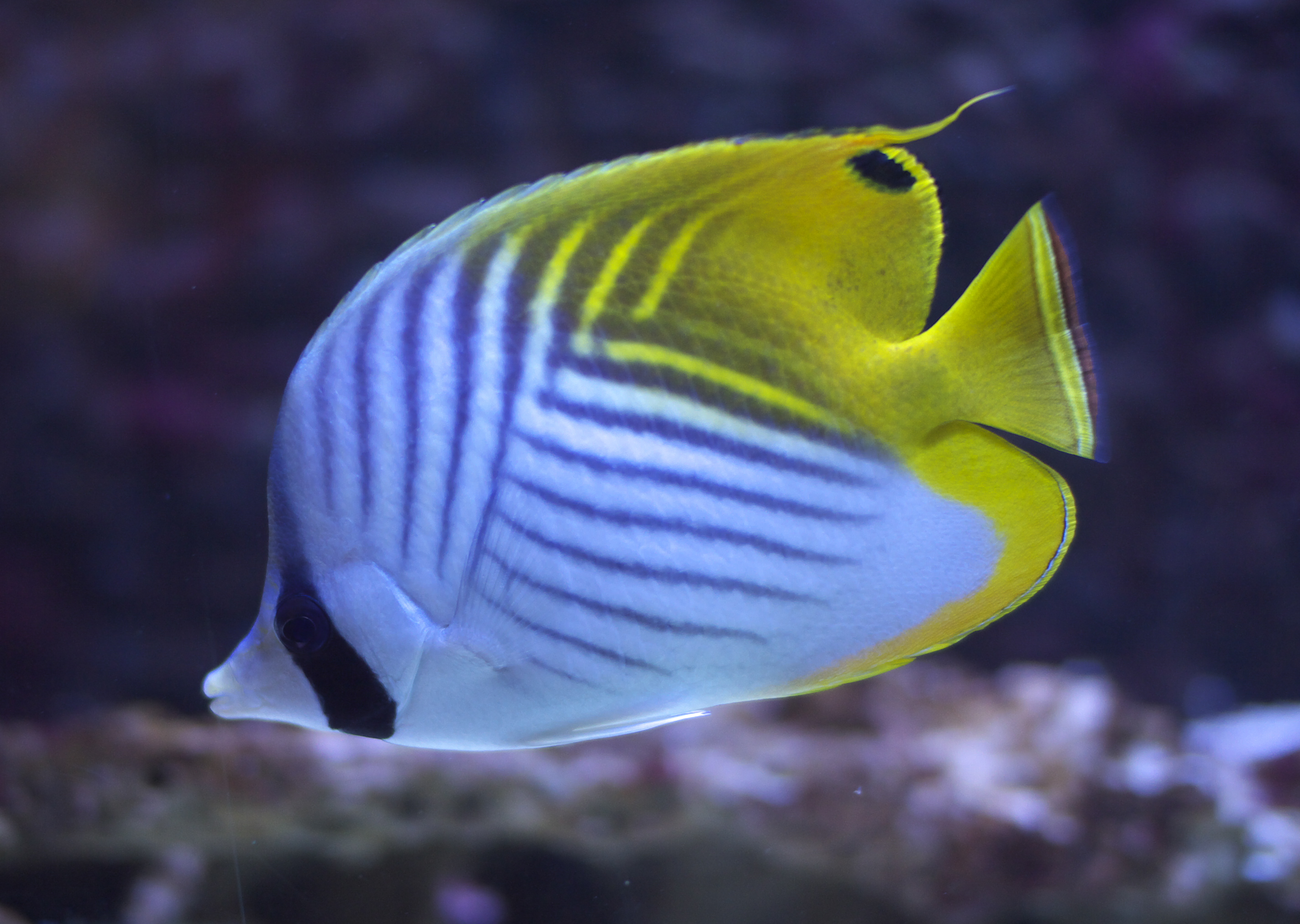
Chaetodon auriga

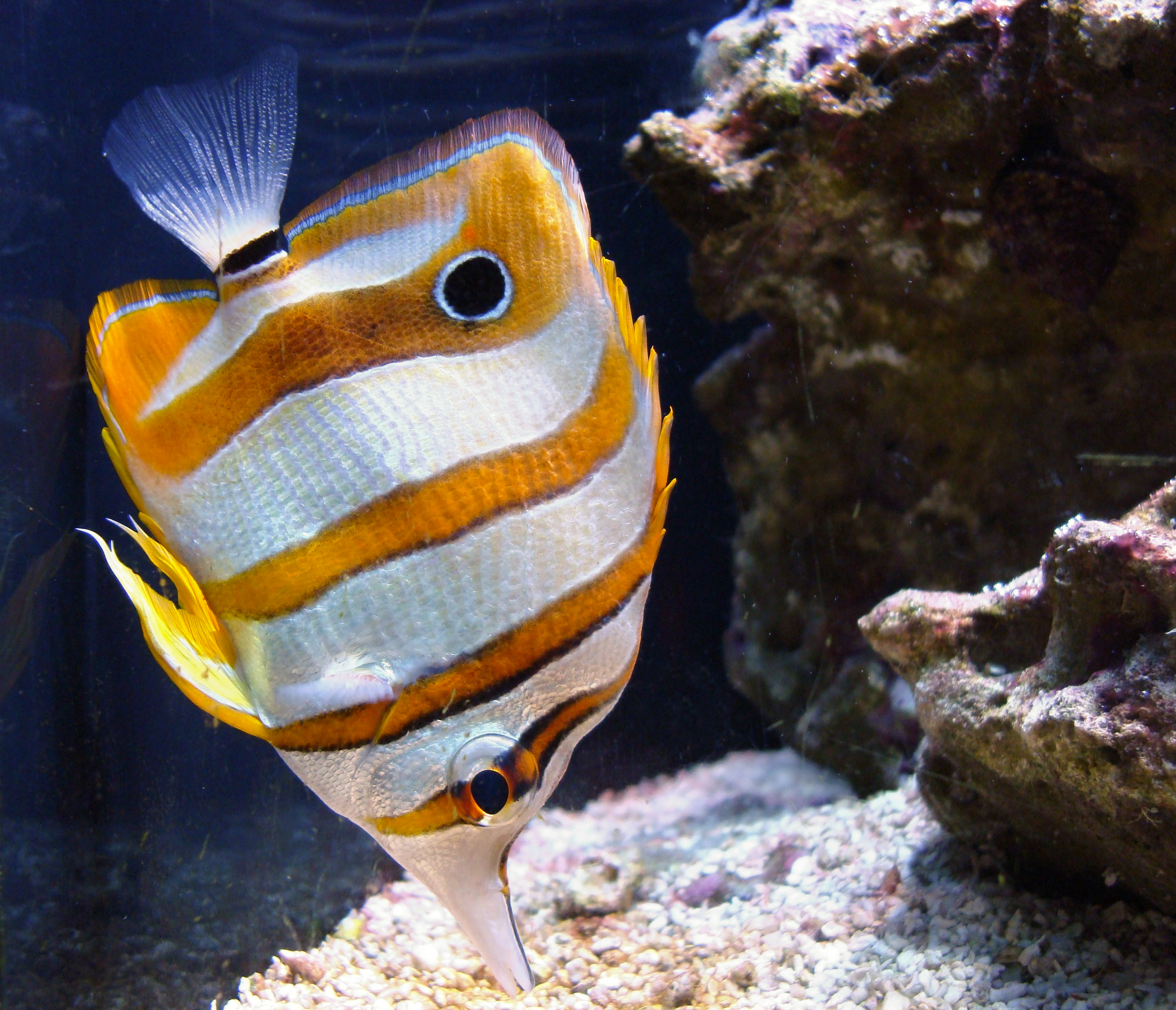
Közönséges csipeszhal (Chelmon rostratus)

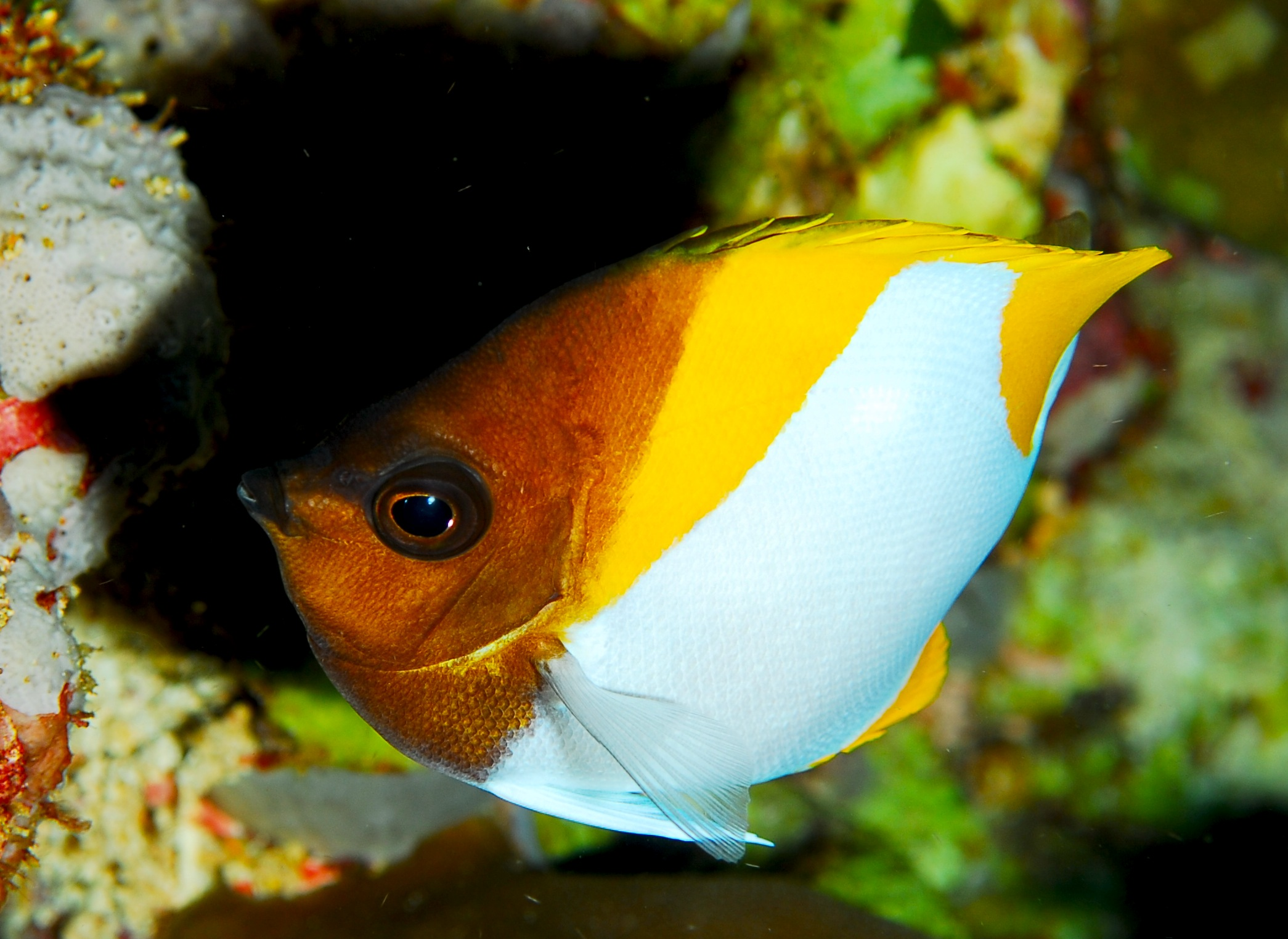
Hemitaurichthys polylepis

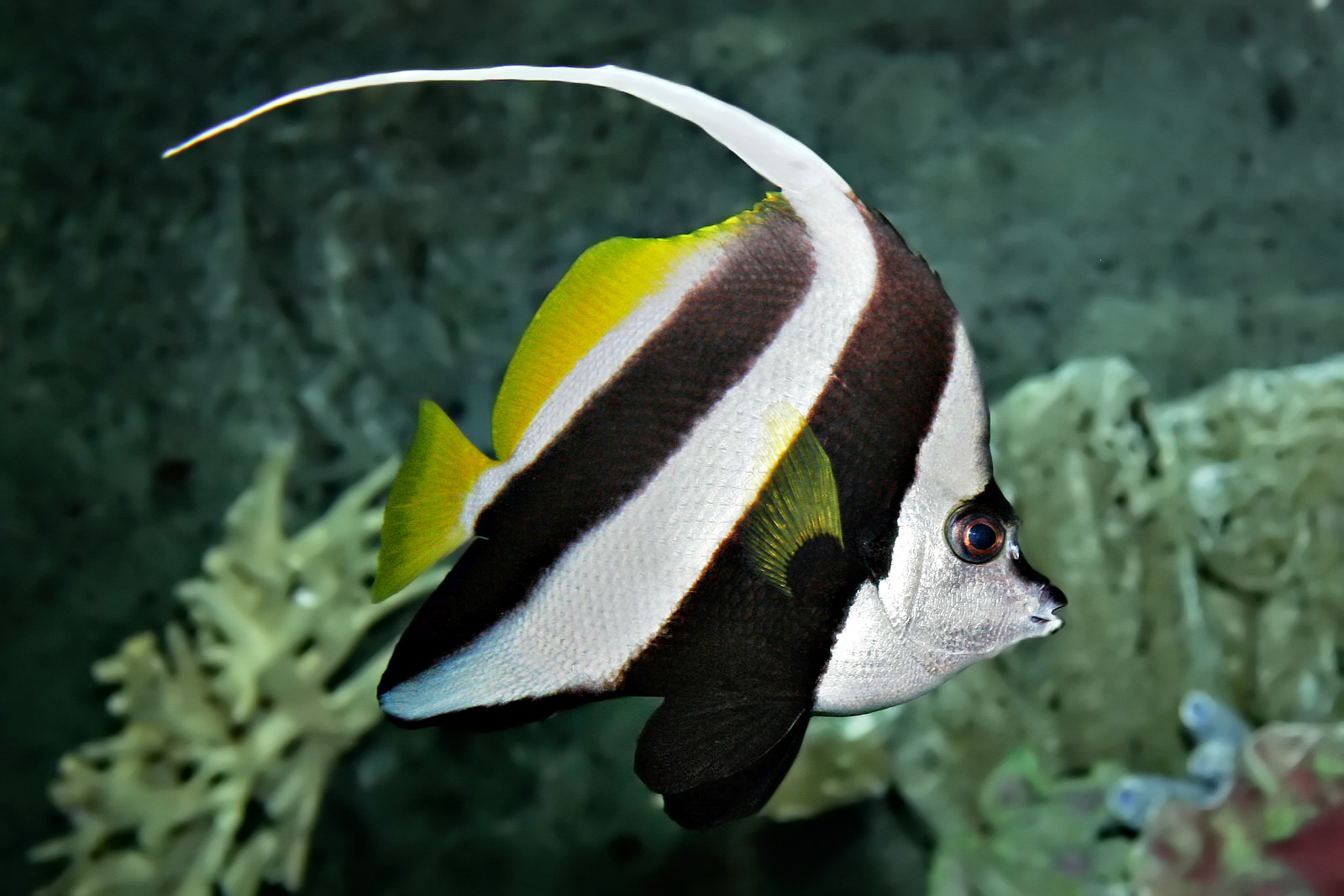
Ostorhal (Heniochus acuminatus)

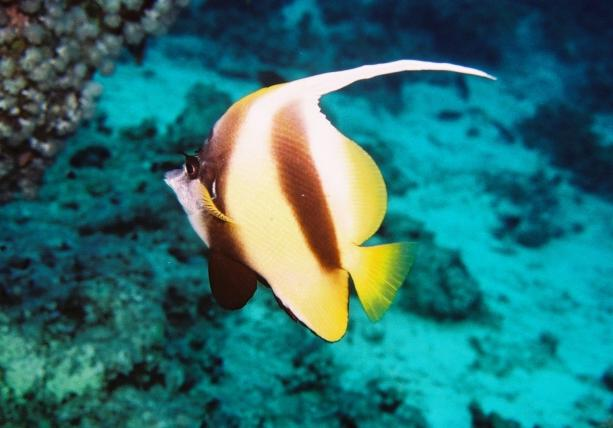
Heniochus intermedius

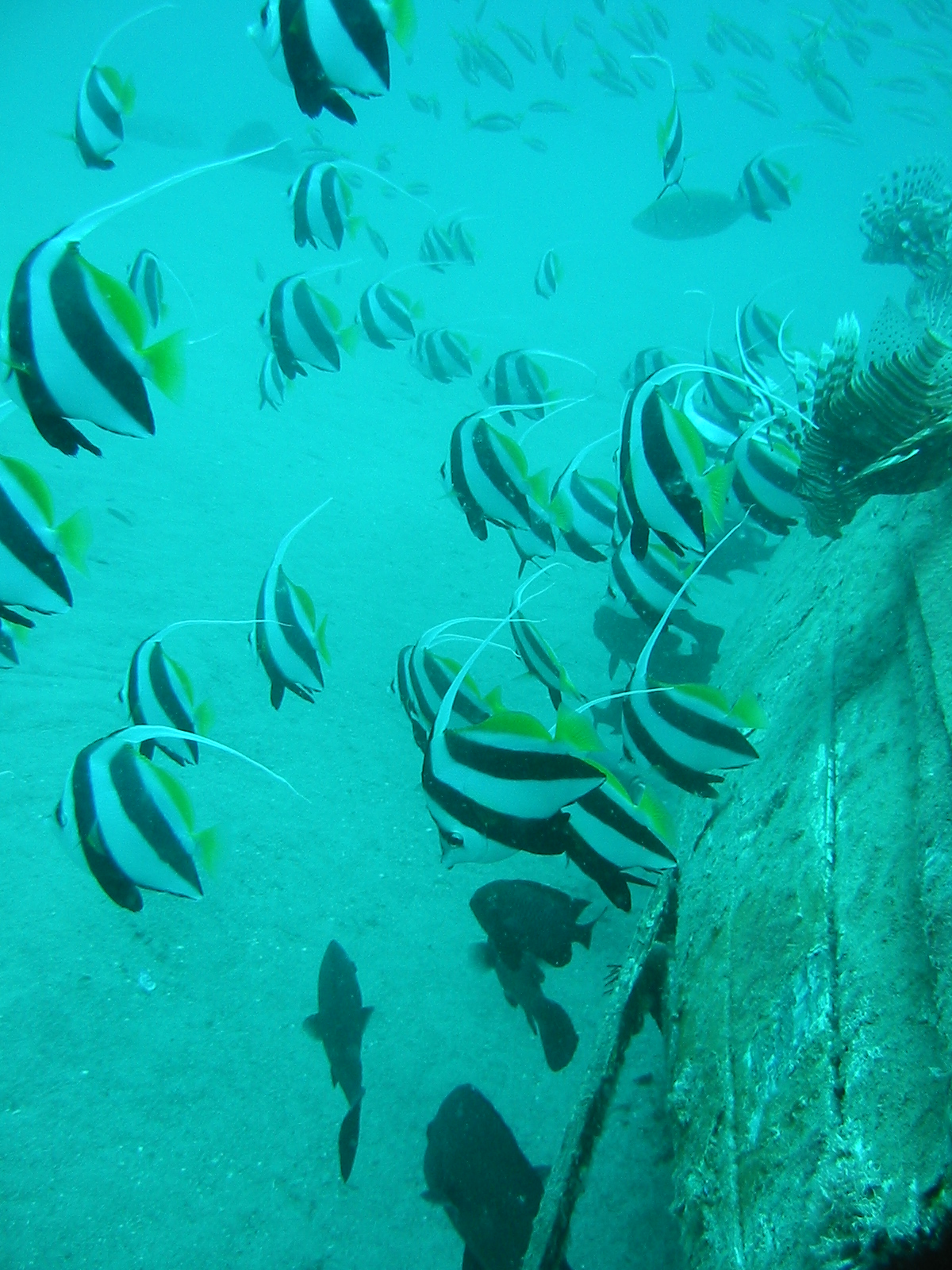
Heniochus diphreutes

A sörtefogúfélék (Chaetodontidae) a sugarasúszójú halak (Actinopterygii) osztályába és a sügéralakúak (Perciformes) rendjébe tartozó család.

## Előfordulásuk
A sörtefogúfélék elsősorban korallzátonyokon a Csendes-óceán, az Indiai-óceán és az Atlanti-óceán, a Vörös-tenger, a déli félteke egyes csendes-óceáni szigeteinél, valamint a Bengáli-öböl és Guineai-öböl trópusi éghajlatú partjai mentén találhatók meg. Mivel szívesen tartják őket akváriumban, kereskedelmi céllal számos fajt fognak be. A korallzátonyok szennyeződése és a dinamittal végzett robbantások miatt valamennyi szirtlakó faj veszélyben van.

## Megjelenésük
A halak hossza fajtól függően 9-30 centiméter. Minden faj és bizonyos mértékben minden hal egyedi rajzolatot visel. A csíkok és a nyeregfolt elmosódottá teszik az állat körvonalait, így megnehezítik a támadó dolgát, ezenkívül az egyedek fajon belüli megkülönböztetését szolgálják. Egyes fajoknál, a farok közelében folt található, amely megtéveszti a ragadozót. Az arcorr fajonként eltérő. Egyesek csőszerűen előrenyúló állkapoccsal rendelkeznek, amellyel kicsipegetik a táplálékot a hasadékból. Más fajoknál az állkapocs rövidebb, és csőrre emlékeztet.

## Életmódjuk
A korallszirtlakók, párosával vagy kisebb csapatokban úsznak, és túlnyomórészt nappal aktívak. Táplálékuk főleg korallpolipok és kisebb tengeri gerinctelenek: férgek és csigák.

## Szaporodásuk
A sörtefogúfélék nagyszámú ikrát raknak, amelyeket sorsukra hagynak. A lárvaállapot planktoni.

## Rendszerezés
A családba az alábbi nemek és fajok tartoznak
- Amphichaetodon (Burgess, 1978) - 2 faj
  - Amphichaetodon howensis
  - Amphichaetodon melbae

- Chaetodon (Burgess, 1978) - 89 faj
  - Chaetodon adiergastos
  - Chaetodon andamanensis
  - Chaetodon argentatus
  - Chaetodon assarius
  - Chaetodon aureofasciatus
  - Szemfoltos pillangóhal (Chaetodon auriga)
  - Chaetodon auripes
  - Csodaszép pillangóhal (Chaetodon austriacus)
  - Baronesse-pillangóhal (Chaetodon baronessa)
  - Chaetodon bennetti
  - Chaetodon blackburnii
  - Chaetodon burgessi
  - Chaetodon capistratus
  - Chaetodon citrinellus
  - Pakisztáni pillangóhal (Chaetodon collare)
  - Chaetodon daedalma
  - Chaetodon declivis
  - Feketeúszójú pillangóhal (Chaetodon decussatus)
  - Chaetodon dialeucos
  - Chaetodon dolosus
  - Chaetodon ephippium
  - Chaetodon excelsa
  - Chaetodon falcula
  - Sávos pillangóhal (Chaetodon fasciatus)
  - Chaetodon flavirostris
  - Chaetodon flavocoronatus
  - Chaetodon fremblii
  - Chaetodon gardineri
  - Chaetodon guttatissimus
  - Chaetodon hemichrysus
  - Chaetodon hoefleri
  - Chaetodon humeralis
  - Chaetodon interruptus
  - Chaetodon jayakari
  - Chaetodon kleinii
  - Álarcos pillangóhal (Chaetodon larvatus)
  - Chaetodon leucopleura
  - Chaetodon lineolatus
  - Chaetodon litus
  - Vörössávos pillangóhal (Chaetodon lunula)
  - Chaetodon lunulatus
  - Chaetodon madagaskariensis
  - Chaetodon marleyi
  - Feketehátú pillangóhal (Chaetodon melannotus)
  - Chaetodon melapterus
  - Chaetodon mertensii
  - Chaetodon mesoleucos
  - Chaetodon meyeri
  - Chaetodon miliaris
  - Chaetodon mitratus
  - Chaetodon modestus
  - Chaetodon multicinctus
  - Chaetodon nigropunctatus
  - Chaetodon nippon
  - Chaetodon ocellatus
  - Chaetodon ocellicaudus
  - Nyolcsávos pillangóhal (Chaetodon octofasciatus)
  - Chaetodon ornatissimus
  - Chaetodon oxycephalus
  - Chaetodon paucifasciatus
  - Chaetodon pelewensis
  - Chaetodon plebeius
  - Chaetodon punctatofasciatus
  - Kétfoltú pillangóhal Chaetodon quadrimaculatus
  - Chaetodon rafflesii
  - Chaetodon rainfordi
  - Chaetodon reticulatus
  - Chaetodon robustus
  - Chaetodon sanctaehelenae
  - Chaetodon sedentarius
  - Chaetodon selene
  - Chaetodon semeion
  - Sárga pillangóhal (Chaetodon semilarvatus)
  - Chaetodon smithi
  - Foltos pillangóhal (Chaetodon speculum)
  - Chaetodon striatus
  - Chaetodon tinkeri
  - Chaetodon triangulum
  - Chaetodon trichrous
  - Chaetodon tricinctus
  - Chaetodon trifascialis
  - Chaetodon trifasciatus
  - Chaetodon ulietensis
  - Egyfoltú pillangóhal (Chaetodon unimaculatus)
  - Kósza pillangóhal (Chaetodon vagabundus)
  - Chaetodon wiebeli
  - Chaetodon xanthocephalus
  - Chaetodon xanthurus
  - Chaetodon zanzibarensis

- Chelmon (Cloquet, 1817) - 3 faj
  - Chelmon marginalis
  - Chelmon muelleri
  - Közönséges csipeszhal vagy Pávaszemes csipeszhal (Chelmon rostratus)

- Chelmonops (Bleeker, 1876) - 2 faj
  - Chelmonops curiosus
  - Chelmonops truncatus

- Coradion (Kaup, 1860) - 2 faj
  - Coradion altivelis
  - Coradion chrysozonus

- Forcipiger (Jordan & McGregor in Jordan & Evermann, 1898)
  - Aranysárga csipeszhal (Forcipiger flavissimus)
  - Sárga csipeszhal (Forcipiger longirostris)

- Hemitaurichthys (Bleeker, 1876) - 5 faj
  - Hemitaurichthys multispinosus
  - Hemitaurichthys multispinus
  - Hemitaurichthys polylepis
  - Hemitaurichthys thompsoni
  - Hemitaurichthys zoster

- Heniochus (Cuvier, 1816) - 8 faj
  - Ostorhal (Heniochus acuminatus)
  - Heniochus chrysostomas
  - Heniochus diphreutes
  - Heniochus intermedius
  - Heniochus monoceras
  - Heniochus pleurotaenia
  - Heniochus singularis
  - Heniochus varius

- Johnrandallia (Nalbant, 1974)
  - Johnrandallia nigrirostris

- Parachaetodon (Bleeker, 1874) - 1 faj
  - Parachaetodon ocellatus

- Prognathodes (Gill, 1862) - 10 faj
  - Prognathodes aculeatus
  - Prognathodes brasiliensis
  - Prognathodes carlhubbsi
  - Prognathodes dichrous
  - Prognathodes falcifer
  - Prognathodes guezei
  - Prognathodes guyanensis
  - Prognathodes guyotensis
  - Prognathodes marcellae
  - Prognathodes obliquus